# 黄沙港镇
黄沙港镇，是中华人民共和国江苏省盐城市射阳县下辖的一个乡镇级行政单位。

## 行政区划
黄沙港镇下辖以下地区：
东海社区、黄沙港社区、洋河社区、海丰社区、海星社区、东港社区、东方村和洋中村。